# بيتر إيكلس (رياضياتي)
بيتر إيكلس (بالإنجليزية: Peter Eccles)‏ هو رياضياتي بريطاني، ولد في 6 سبتمبر 1945 في بلاكبول في المملكة المتحدة.